# Мария Амалия Испанская
Мария Амалия Испанская (9 января 1779, Мадрид — 22 июля 1798, Королевский дворец в Мадриде) — испанская инфанта, дочь короля Испании Карла IV и Марии Луизы Пармской, внучки короля Франции Людовика XV. Супруга своего дяди, инфанта Антонио Паскуаля Испанского.

## Биография
Королева Мария Луиза, устроила брак Марии Амалии с её двоюродным братом по материнской линии Людовиком, потомственным принцем Пармы. Принц прибыл к испанскому двору в 1794 году, чтобы закончить своё образование. Инфанте Марии Амалии, которая была на пять лет его моложе, в то время было 15 лет. В отличие от своего красивого и общительного жениха, она не была особенно привлекательной, по характеру была угрюмой, сдержанной и застенчивой. Людовик, который был таким же застенчивым, предпочёл её младшую сестру, 12-летнюю Марию Луизу, которая была привлекательней и обладала более веселым нравом. Родители Марии Амалии приняли неожиданную смену невест, но им срочно потребовалось найти мужа для опечаленной отвергнутой Марии Амалии. Поскольку она была старшей из двух сестёр, для Марии Амалии было бы унизительно, что её младшая сестра не только выйдет замуж за её несостоявшегося жениха, но и станет замужней дамой раньше неё.
Найти подходящего по статусу жениха для Марии Амалии за такой короткий промежуток времени было нелёгким делом; поэтому её родители решили выдать дочь за собственного дядю, 39-летнего инфанта Антонио Паскуаля, который был на 24 года старше неё. Его интересы ограничивались садоводством, сельским хозяйством и охотой; до этого он не был женат и не имел детей.
Мария Амалия вышла замуж за своего дядю 25 августа 1795 года в Королевском дворце Ла-Гранха. Это была двойная свадьба, поскольку её 13-летняя сестра Мария Луиза выходила замуж за Людовика, принца Пармы, бывшего жениха Марии Амалии. Обе пары продолжили жить при испанском королевском дворе.
Осенью 1797 года Мария Амалия забеременела первым ребёнком. 20 июля 1798 года она перенесла тяжёлые роды. Ребёнок застрял в родовом канале, и врачи не смогли его достать. Через два дня наконец вмешался хирург, но к тому времени ребёнок, мальчик, был мёртв. Мария Амалия страдала в агонии, заразилась инфекцией и умерла 22 июля 1798 года. Ей было всего 19 лет.